# گیرائوللا
گیرائوللا (به لاتین: Giraulla) یک منطقهٔ مسکونی در سری‌لانکا است که در استان مرکزی (سری‌لانکا) واقع شده‌است.